# メルキッシュ＝オーダーラント郡
メルキッシュ＝オーダーラント郡 (ドイツ語: Landkreis Märkisch-Oderland) は、ドイツ、ブランデンブルク州東部の郡である。北部ではバルニム郡、東部ではポーランド、南部では郡独立市であるフランクフルト (オーダー)、オーダー＝シュプレー郡、西部ではベルリン州に接している。郡内にはメルキッシェ・シュヴァイツ自然公園が位置する。扇状区画の原理に沿って郡の境界は設定された。

## 地理
当郡は連邦首都ベルリンの東方、またブランデンブルク州の東部に位置し、郡内にはオーバーバルニム、ドイツ領のラント・レブース、ドイツとポーランドの国境をなすオーダー川に至るオーダーブルッフがある。

## 歴史
当郡は1993年ブランデンブルク州郡改革の一環として、旧バート・フライエンヴァルデ郡、ゼーロウ郡、シュトラウスベルク郡の全域と、旧フュルステンヴァルデ郡の一部から編成された。

## 人口動態
以下の表は、メルキッシュ＝オーダーラント郡の人口動態を示している（1990年は10月3日付、1991年からは12月31日付け）。数値は統計時の郡域によるものである（当郡成立以前の1990年から1992年の数値は、1993年12月6日領域に合わせた数値）。

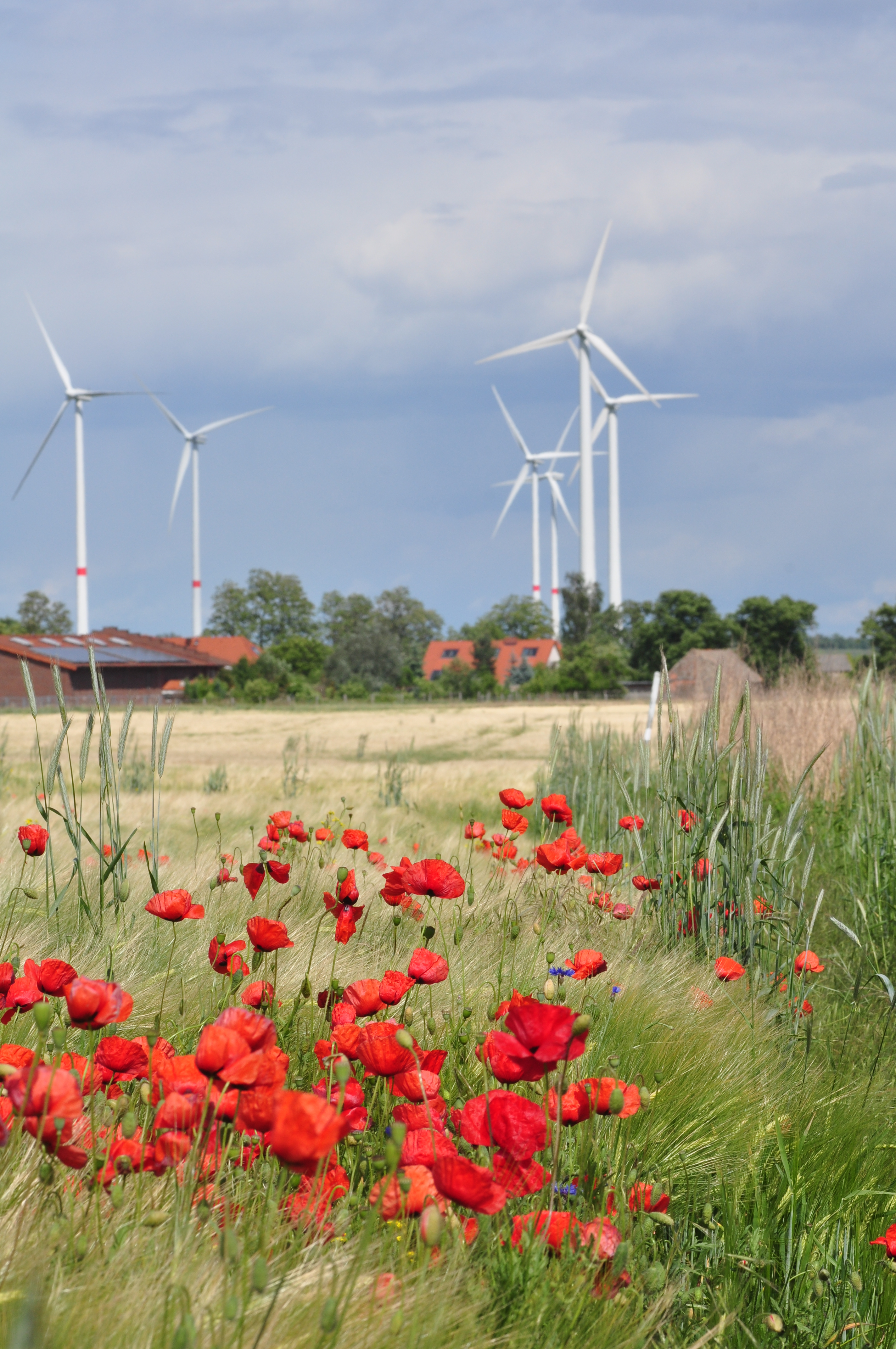
メルキッシュ・オーダーラントの風力発電、ケシの花を前に

| 年   | 人口    |
| ---- | ------- |
| 1990 | 173,557 |
| 1991 | 171,572 |
| 1992 | 170,995 |
| 1993 | 169,985 |
| 1994 | 170,631 |
| 1995 | 172,577 |
| 1996 | 175,033 |
| 1997 | 178,958 |
| 1998 | 182,968 |
| 1999 | 186,573 |

| 年   | 人口    |
| ---- | ------- |
| 2000 | 188,277 |
| 2001 | 189,634 |
| 2002 | 190,678 |
| 2003 | 191,729 |
| 2004 | 192,131 |
| 2005 | 192,122 |
| 2006 | 191,998 |
| 2007 | 191,640 |
| 2008 | 191,241 |
| 2009 | 191,067 |

| 年   | 人口    |
| ---- | ------- |
| 2010 | 190,502 |
| 2011 | 187,085 |
| 2012 | 186,925 |
| 2013 | 187,668 |
| 2014 | 188,422 |

- 現在の郡域の人口動態と予測
- 1875年からの人口動態（領域は今日のもの）
- 人口動態予測
- 年齢構成予測

出典：ベルリン＝ブランデンブルク統計局、ブランデンブルク州建設交通局、ベルテルスマン財団による詳細なデータはWikimedia CommonsのPopulation Projection Brandenburg にある。

## 政治

### 郡長
- 1993–1997：グンター・フリッチュ（ドイツ語版） (SPD)
- 1997–2005：ユルゲン・ラインキング (Jürgen Reinking, SPD)
- 2005-：ゲルノット・シュミット (Gernot Schmidt, SPD)

### 郡議会
郡議会は全56議席で、政党、会派は以下の通り。
| 政党/会派                                                                | 議席 |
| DIE LINKE.                                                               | 14   |
| SPD                                                                      | 13   |
| CDU                                                                      | 12   |
| Wählergruppe Bauern und Ländlicher Raum (Bauern)                         | 4    |
| AfD                                                                      | 2    |
| GRÜNE/B90                                                                | 3    |
| FDP                                                                      | 2    |
| Brandenburger Vereinigte Bürgerbewegungen/Freie Wähle (BVB/FREIE WÄHLER) | 1    |
| Wählergruppe Pro Zukunft Märkisch-Oderland (Pro Zukunft)                 | 1    |
| NPD                                                                      | 1    |
| Freiheit, Arbeit, Werte – Mut zur Wahrheit (FAW Mut zur Wahrheit)        | 1    |
| Unabhängiger Bürger-Bund (UBB)                                           | 1    |

Bündnis 90/Die GrünenとWählergruppe Pro Zukunftは、統一会派 GRÜNE/B90 - Pro Zukunft を、また FDP と BVB/FW は、 FDP/BVB-Freie Wähler を形成している。
UBB の議員は Die Linke に合流した。AfDは1議員が脱党した後、他党との会派を形成せず2議員のみとなっている。NPD議員は他党との会派を形成していない。

### 紋章
紋章は1996年7月2日に承認された
紋章記述：「銀と赤に分けられ、上側は金色の嘴、金のクローバーの茎のつく羽を広げる赤い鷲、下側は銀の波線があり、赤い波線がつき、斜めに交差した金の爪竿、その上には金色の星が乗る」。
当郡のアムト、都市、町村の紋章についてはメルキッシュ・オーダーラント郡の紋章一覧を参照のこと。

## 市町村
2003年地方自治体改編の後、郡には8都市を含む45町村がある。
カッコ内は2023年12月31日における人口である。
| 都市 （¹アムト所属市） 1. アルトランツベルク（9,799人） 2. バート・フライエンヴァルデ (オーダー)（12,296人） 3. ブーコウ (メルキッシェ・シュヴァイツ)¹（1,493人） 4. レブース¹（3,142人） 5. ミュンヒェベルク（7,135人） 6. ゼーロウ*（5,670人） 7. シュトラウスベルク（27,780人） 8. ヴリーツェン*（7,200人） アムト非所属自治体 1. フレーダースドルフ＝フォーゲルスドルフ（14,742人） 2. ホッペガルテン（18,556人） 3. レチーン（3,879人） 4. ノイエンハーゲン・バイ・ベルリン（19,143人） 5. ペータースハーゲン/エッガースドルフ（15,757人） 6. リューダースドルフ・バイ・ベルリン（16,296人） |

アムト及び所属自治体

（アムト庁舎所在地*）
| 1. アムト・アムト＝オーダーブルッフ（6,973人） [庁舎所在地：ヴリーツェン] 1. ブリースドルフ（1,416人） 2. ノイレヴィーン（928人） 3. ノイトレビーン（1,372人） 4. オーダーアウエ（1,592人） 5. プレーツェル（1,089人） 6. ライヒェノウ＝メーグリーン（576人） 2. アムト・ファルケンベルク＝ヘーエ（4,708人） 1. バイアースドルフ＝フロイデンベルク（627人） 2. ファルケンベルク*（2,274人） 3. ハッケルベルク＝ブルーノウ（726人） 4. ヘーエンラント（1,081人） | 3. アムト・ゴルツォウ（5,287人） 1. アルト・トゥーヘバント（814人） 2. ブライエン＝ゲンシュマー（430人） 3. ゴルツォウ*（848人） 4. キュストリーナー・フォアラント（2,561人） 5. ツェヒーン（634人） 4. アムト・レブース（6,163人） 1. レブース、都市*（3,142人） 2. ポーデルツィヒ（896人） 3. ライトヴァイン（491人） 4. トレプリーン（362人） 5. ツェシュドルフ（1,272人） | 5. アムト・メルキッシェ・シュヴァイツ（10,791人） 1. ブーコウ (メルキッシェ・シュヴァイツ)、都市*（1,493人） 2. ガルツァウ＝ガルツィーン（458人） 3. オーバーバルニム（2,026人） 4. レーフェルデ（5,376人） 5. ヴァルトジーヴァースドルフ（846人） 6. アムト・ノイハルデンベルク（該当する自治体コードがありません: 120,645,410人） 1. グーゾウ＝プラトコウ（1,372人） 2. メルキッシェ・ヘーエ（592人） 3. ノイハルデンベルク*（2,811人） 7. アムト・ゼーロウ＝ラント（8,936人） [庁舎所在地：ゼーロウ] 1. ファルケンハーゲン (マルク)（684人） 2. フィヒテンヘーエ（478人） 3. リーツェン（696人） 4. リンデンドルフ（1,376人） 5. フィーアリンデン（1,519人） |

## 交通
| メルキッシュ＝オーダーラント郡内の自動車登録件数 | 2008    | 2009    | 2010    | 2011    | 2012    | 2013    | 2014    |
| ------------------------------------------------ | ------- | ------- | ------- | ------- | ------- | ------- | ------- |
| 乗用車登録数（1月1日付）                         | 100 528 | 101 377 | 102 545 | 104 279 | 105 101 | 105 841 | 106 818 |
| 人口1,000人あたりの乗用車数（前年12月31日付）    | 525     | 530     | 537     | 547     | 562     | 566     | 569     |

## ナンバープレート
1994年1月1日以来、識別記号の「MOL」が割り当てられ、使用されている。
2013年3月18日以降はこれに加えて「FRW」（バート・フライエンヴァルデ）、 「SEE」（ゼーロウ）、「SRB」（シュトラウスベルク）が利用可能となった。
2000年頃までの旧郡時代には、特別なナンバーが与えられていた。
| 地域                           | アルファベット | 数字     |
| ------------------------------ | -------------- | -------- |
| 旧バート・フライエンヴァルデ郡 | AからE         | 1から999 |
| 旧バート・フライエンヴァルデ郡 | AAからEZ       | 1から999 |
| 旧ゼーロウ郡                   | FからK         | 1から999 |
| 旧ゼーロウ郡                   | FAからKY       | 1から999 |
| 旧シュトラウスベルク郡         | LからZ         | 1から999 |
| 旧シュトラウスベルク郡         | LAからZZ       | 1から999 |